# Betuël

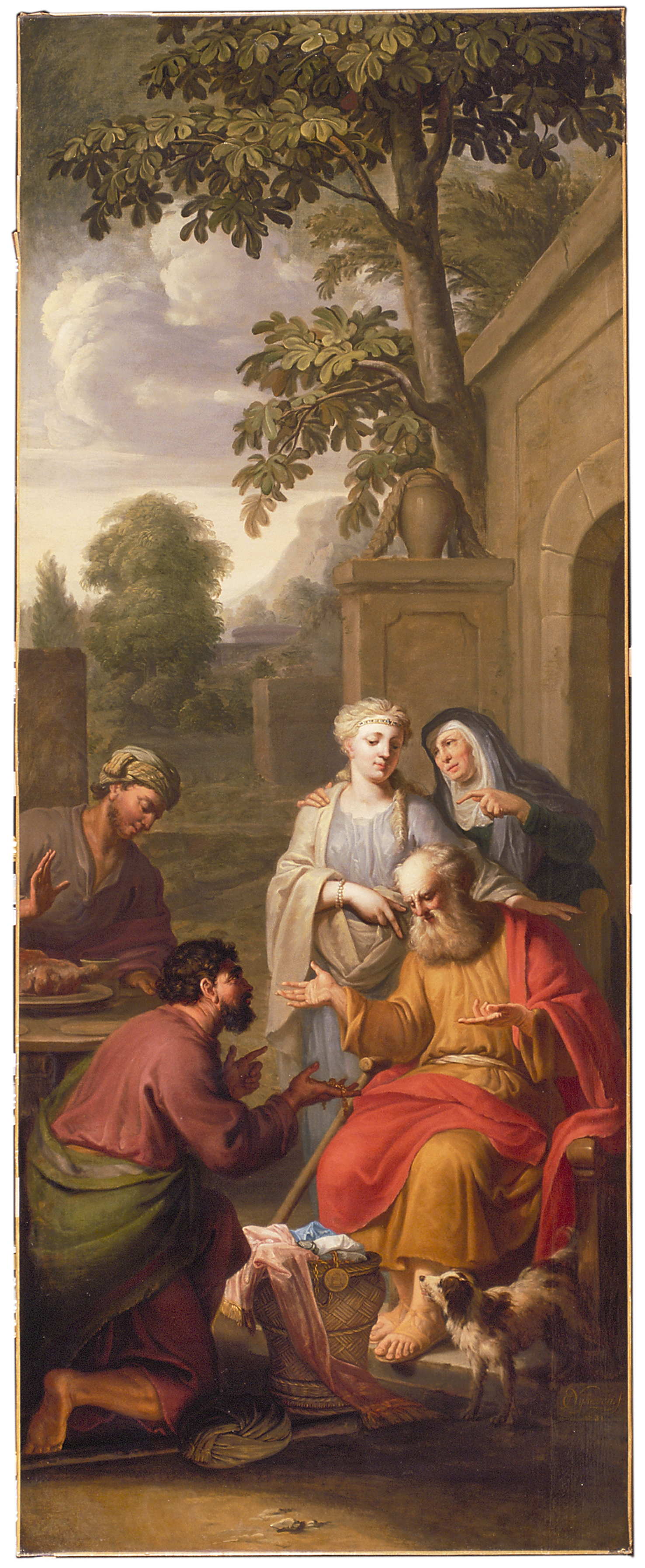
Abrahams Hausverwalter trägt Betuël seine Brautwerbung um Rebekka vor (Elias van Nijmegen, 1731, Museum Rotterdam)

Betuël (hebräisch בְּתוּאֵל Bətû’el) ist eine Person im Buch Genesis im Tanach. Er ist der jüngste Sohn Nahors (Gen 22,22 ) und der Vater von Laban und Rebekka. Gen 25,20  bezeichnet ihn als Aramäer aus Paddan-Aram. Betuël ist die in deutschsprachigen Bibeln übliche Schreibweise gemäß den ökumenischen Richtlinien zur Schreibweise biblischer Namen von 1970 (Einheitsübersetzung, Gute Nachricht Bibel, Lutherbibel und weitere); in älteren Ausgaben der Lutherbibel lautet dieser Personenname Bethuel, in der Zürcher Bibel Betuel.

## Name
Im Masoretischen Text lautet der Name Bətû’el, im Samaritanischen Pentateuch dagegen ’Aftuwwəl. Die Genesis-Septuaginta transkribiert altgriechisch Βαθουηλ Bathuēl. Dem entspricht bei Josephus altgriechisch Βαθουηλς Bathuēlos. In der Vulgata heißt diese biblische Person ebenfalls Bathuel.
Die Etymologie des Namens ist ungeklärt. Hans Bauer verwies darauf, dass /b/ und /m/ im Hebräischen miteinander wechseln können und schlug eine ältere Namensform *Mutum-ilu, „Mann des Il“ vor. Die Datenbank Althebräische Personennamen nennt für Bətû’el als mögliche Übersetzung: „Haus des Il.“

## Betuël im Buch Genesis
Betuël wird im Tanach insgesamt neunmal erwähnt. Meist geht es um die Abstammung der Erzmutter Rebekka, Betuëls Tochter. Abraham schickt seinen Hausverwalter nach Mesopotamien, um dort „in Betuëls Haus“ eine Braut für seinen Sohn Isaak zu finden. Bei der in Gen 24,1–67  detailfreudig erzählten Brautwerbung um Rebekka verhandelt Abrahams Verwalter mit Rebekkas Bruder Laban; Betuël gibt dazu einmal seine Zustimmung, bzw. verzichtet auf einen Einspruch (Gen 24,50 ).

## Rezeptionsgeschichte

### Hellenistisches Judentum
Philo von Alexandria übersetzte den Namen Betuël als „Tochter Gottes“ und identifizierte diesen biblischen Protagonisten mit der göttlichen Weisheit (Sophia). Dass Betuël im Buch Genesis der Vater Labans und Rebekkas ist, stellte für Philo keinen Widerspruch hierzu dar: die Weisheit sei in Beziehung zu Gott empfangend und passiv, also weiblich, in Beziehung zu Menschen hingegen aktiv, da zu Tugenden anspornend, also männlich.
Josephus hielt die Passivität Betuëls als Brautvater für erklärungsbedürftig. In seiner Nacherzählung der Genesis im ersten Buch der Antiquitates stellt sich Rebekka dem Verwalter Abrahams mit folgenden Worten vor: „Rebekka werde ich genannt, und mein Vater war Batuel, doch ist er bereits gestorben; Laban aber ist unser Bruder: Der verwaltet den ganzen Hausstand mit meiner Mutter zusammen und ist mein Vormund, solange ich unverheiratet bin.“

### Rabbinische Literatur
Der spätantike Midrasch Bereschit Rabba nutzt ein Wortspiel, um zu behaupten, Betuël sei nicht nur ein Aramäer (arammi), sondern auch ein Schurke (rammai).
Die mittelalterliche Anthologie Jalkut Schimoni macht Betuël zum König von Aram-Naharaim, der das Ius primae noctis bei jeder Eheschließung in seinem Reich für sich beansprucht habe, auch bei seiner eigenen Tochter. Laut Gen 24,33  will Abrahams Verwalter in Betuëls Haus nicht essen, bevor er seine Brautwerbung vorgebracht hat; der Jalkut Schimoni deutet das so aus, dass der schurkische Betuël ihm eine vergiftete Mahlzeit vorgesetzt hat. Als der Verwalter das Essen verweigert, tauscht ein Engel die Portionen aus, so dass Betuël sein eigenes Gift konsumiert und daran stirbt. Daher kann er die Jungfräulichkeit Rebekkas nicht gefährden und ihrer Ehe mit Isaak keine Hindernisse in den Weg legen.

## Forschungsgeschichte
Hermann Gunkel zufolge handelt es sich bei der Brautwerbung um Rebekka (Gen 24) um eine Novelle, die er dem Jahwisten zuordnet. „Bruder und Mutter bestimmen über das Mädchen, da der Vater [= Betuël] tot ist.“ Die Zustimmung Betuëls in Gen 24,50  hielt Gunkel daher für eine ungeschickte Glosse. Ebenso urteilte Gerhard von Rad: „Wahrscheinlich ist Bethuel nachträglich [in den  Versen 15 und 50] eingesetzt, um die Erzählung oberflächlich mit der priesterschriftlichen Genealogie (Kap. 25,20) zu harmonisieren.“ Claus Westermann hielt die Eintragung des Namens Betuël in Vers 50 gleichfalls für nachträglich; sie solle klarstellen, dass Labans positive Antwort auch in seinem Sinne gewesen sei.